# Antiklopfmittel
Ein Antiklopfmittel ist ein Zusatzstoff in einem Brennstoff für Ottomotoren gegen Klopfen.

## Allgemeines
Ein Antiklopfmittel verkleinert die Klopfneigung eines Brennstoff-Luft-Gemisches in einem Ottomotor. Das Gegenteil der Klopfneigung wird (lexikalisch nicht korrekt) als Klopffestigkeit bezeichnet. Diese sogenannte Klopffestigkeit wird nach Oktanzahlen, meistens nach der einfacher zu messenden ROZ (Research-Oktan-Zahl) und seltener nach der praxisrelevanteren MOZ (Motor-Oktan-Zahl), angegeben.

## Hintergrund
Bei einem Ottomotor mit einer Zündkerzenzündung ist es (anders als bei einem Dieselmotor) erwünscht, dass das Brennstoff-Luft-Gemisch erst durch den Lichtbogen an der Zündkerze gezündet wird. Wenn sich das Brennstoff-Luft-Gemisch selbstständig und damit zu früh zündet, funktioniert der Ottomotor ungünstig.
In diesem Betriebszustand ist der Wirkungsgrad verkleinert und die relative thermische Belastung sowie die relative mechanische Belastung vergrößert. Die zu frühen Zündungen machen sich akustisch bemerkbar und werden als Klopfen bezeichnet. Wenn dieser ungünstige Betriebszustand intensiv ist (bei großer Drosselklappenöffnung und großer Drehzahl) und lange Zeit dauert (länger als etwa 100 Sekunden), kann der Ottomotor überhitzt und zerstört werden.

## Wirkung
Ein Antiklopfmittel vergrößert das Produkt aus dem Druck und der Temperatur, das notwendig ist, um ein Brennstoff-Luft-Gemisch zu zünden.

## Geschichte
In Deutschland gab es seit 1928 das aus Kohle hergestellte synthetische Benzin Motalin, das mit dem Antiklopfmittel Eisenpentacarbonyl veredelt war. Sein wichtigster Nachteil war, dass sich Eisen(III)-oxid an den Zylindern anlagerte, was den Abrieb an ihnen wesentlich vergrößerte.
Thomas Midgley Jr. entdeckte die antiklopf-Wirkung von Tetraethylblei (TEL) im Jahr 1921. Tetraethylblei wird als Antiklopfmittel seit 1922 in den USA und etwas später in Deutschland eingesetzt. Seine große Giftigkeit ist seit 1924 bekannt. Dennoch war es wegen seines Preis-Wirkungs-Verhältnisses jahrzehntelang konkurrenzlos. In Flugbenzinen für stark verdichtende Ottomotoren (wie dem historisch wichtigen "Av Gas 100" mit der MOZ 100) wird es noch heute eingesetzt. Eine denkbare Alternative ist die Kombination von Kerosin und (aufgeladenen) Dieselmotoren. Der wichtigste Nachteil (außer gegebenenfalls dem Umrüstungspreis) ist das schlechtere Masse-Leistungs-Verhältnis der Dieselmotoren. Dieser Nachteil ist jedoch nur bei kleinen Entfernungen relevant. Mit dem Benzinbleigesetz vom 5. August 1971 wurde in Deutschland erstmals der Bleigehalt im Benzin begrenzt. Im Jahr 1984 wurde an deutschen Tankstellen erstmals bleifreies Benzin angeboten. Im Jahr 1988 wurde schließlich das Verbot von verbleitem Normalbenzin ausgesprochen. 2021 wurde bleihaltiges Benzin in Algerien verboten, seitdem ist es in allen Ländern auf der gesamten Welt verboten.
Weil das bei der Verbrennung des Tetraethylbleis entstehende Blei den Fahrzeugkatalysator zerstören würde, ist in den für Katalysatoren geeigneten bleifreien Motorenbenzinen das Tetraethylblei durch Methyl-tert-butylether (MTBE), Ethyl-tert-butylether (ETBE) und tert-Amylmethylether (TAME) ersetzt worden.
Eine weitere Stoffklasse für Antiklopfmittel sind die Aromaten. Ein grundsätzlich wenig bedenklicher Vertreter davon ist das Toluol. Das bisher genutzte aromatische Benzol hingegen kann Fehlbildungen bewirken, ist karzinogen und sonstig giftig. Deshalb ist dessen Anteil an Motorenbenzinen in dem europäischen Wirtschaftsraum gesetzlich auf 1 Vol.-% begrenzt worden. Dieser Benzolanteil ist jedoch nicht mehr notwendig.
Früher wurden geringwertige Erdöldestillate, mit relativ viel Tetraethylblei veredelt, lohnend als Brennstoff für Ottomotoren verkauft. Später wurden die Verfahren der chemischen Benzinreformierung so weit verbessert, dass die geforderten Oktanzahlen mit weniger (oder sogar ohne) Tetraethylblei erreicht werden konnten.